# Famiglia di Kęstutis

Colonne di Gediminas, stemma dei Gediminidi

La famiglia di Kęstutis, granduca di Lituania (1381-1382), è elencata in questa pagina. Kęstutis amministrò il Granducato al fianco di suo fratello Algirdas dal 1345 al 1377.

## Genitori
- Gediminas (1275 circa - inverno 1341), granduca di Lituania (1316-1341)
- Jewna (morta nel 1344), figlia del principe Ivan di Polock

## Mogli
Resta incerto il numero di consorti di Kęstutis. A tal proposito, lo storico Stephen Christopher Rowell ha affermato:
(Stephen C. Rowell, Lithuania Ascending)
Se ci si rifacesse alla teoria secondo cui Kęstutis ebbe due mogli bisognerebbe indicare come consorti:
- Nome ignoto, (morta nel 1351 circa)
- Birutė (morta probabilmente nel 1382)

## Fratelli
- Algirdas (1296 circa-fine maggio 1377), granduca di Lituania (1345-1377)
- Manvydas (1300 circa–1348), duca di Kernavė e Slonim (1341–1348)
- Narimantas (battezzato Gleb; poco prima del 1300–1348), duca di Pinsk, Polock e Novgorod
- Jaunutis (battezzato Iwan; 1300 circa-dopo il 1366), granduca di Lituania (1341–1345), duca di Zasłaŭje (1346–1366)
- Karijotas (battezzato Michal; 1300 circa- 1362 circa), principe di Navahradak (1341-1362)
- Liubartas (battezzato Dymitr; 1300 circa-1384), duca di Volodymyr-Volyns'kyj e Luc'k (1340-1384)

## Sorelle
- Maria (1300–1349 circa), principessa di Lituania
- Aldona di Lituania (Anna; dopo il 1309-1326 maggio 1339), principessa di Lituania e regina di Polonia (1333–1339)
- Damilla (battezzata Elisabetta; tra il 1301 e il 1304-2 giugno 1346), principessa di Płock
- Eufemia (morta il 5 febbraio 1342), principessa della Galizia-Volinia
- Aigusta (Anastazja; morta l'11 marzo 1345), gran principessa di Vladimir e Mosca

## Figli
- Vaidotas (fl. 1362), duca di Navahrudak
- Vaišvilas ? (morto nel 1387 circa)
- Butautas (Henryk; morto dopo il 1381)
- Vitoldo il Grande (1350 - 27 ottobre 1430 circa a Luc'k), granduca di Lituania (1392-1430)
- Tautvilas Kęstutaitis (Corrado; morto nel settembre 1390), principe della Rutenia Nera (1386–1390)
- Žygimantas Kęstutaitis (dopo il 1350 - assassinato il 20 marzo 1440), duca di Trakai, granduca di Lituania (1432-1440)

## Figlie
- Mikova (Maria; morta nel 1404), gran principessa di Tver' (1375-1404?)
- Danutė di Lituania (Anna; 1362-25 maggio 1448), principessa di Varsavia (1376-1429)
- Rimgailė (Elisabetta; morta nel 1433), principessa di Masovia (4 febbraio - 30 giugno 1392), voivodessa di Moldavia (1419-1421)